# Фадеевский (Краснодарский край)
Фаде́евский — хутор в Белореченском районе Краснодарского края.
Входит в состав Пшехского сельского поселения.

## Население
| 2002 | 2010 |
| ---- | ---- |
| 260  | ↗269 |

## Улицы
На хуторе имеется одна улица — Мира.